# Giro di Lombardia 2012
Il Giro di Lombardia 2012, centoseiesima edizione della "classica delle foglie morte", valido come ventisettesima prova dell'UCI World Tour 2012, è stato corso il 29 settembre 2012 per un percorso totale di 251 km. Il successo è andato allo spagnolo Joaquim Rodríguez, primo ciclista spagnolo a vincere questa competizione, che ha concluso in 6h36'27"; il podio è stato completato dal connazionale Samuel Sánchez e dal colombiano Rigoberto Urán.
Partenza con 197 ciclisti di cui 54 hanno portato a termine il percorso.

## Percorso
Il percorso con partenza da Bergamo e arrivo a Lecco ricalca quello dell'edizione precedente, con l'importante aggiunta del Muro di Sormano.

## Squadre partecipanti
| N.      | Cod. | Squadra                      |
| ------- | ---- | ---------------------------- |
| 1-8     | RNT  | RadioShack-Nissan            |
| 11-18   | ALM  | AG2R La Mondiale             |
| 21-28   | AND  | Androni Giocattoli-Venezuela |
| 31-38   | ARG  | Argos-Shimano                |
| 41-48   | ASA  | Acqua & Sapone               |
| 51-58   | AST  | Astana Pro Team              |
| 61-68   | BMC  | BMC Racing Team              |
| 71-78   | COG  | Colnago-CSF Inox             |
| 81-88   | COL  | Colombia-Coldeportes         |
| 91-98   | EUS  | Euskaltel-Euskadi            |
| 101-108 | FAR  | Farnese Vini-Selle Italia    |
| 111-118 | FDJ  | FDJ-BigMat                   |
| 121-128 | GRS  | Garmin-Sharp                 |

| N.      | Cod. | Squadra                |
| ------- | ---- | ---------------------- |
| 131-138 | KAT  | Katusha Team           |
| 141-148 | LAM  | Lampre-ISD             |
| 151-158 | LIQ  | Liquigas-Cannondale    |
| 161-168 | LTB  | Lotto-Belisol Team     |
| 171-178 | MOV  | Movistar Team          |
| 181-188 | OGE  | Orica-GreenEDGE        |
| 191-198 | OPQ  | Omega Pharma-Quickstep |
| 201-208 | RAB  | Rabobank Cycling Team  |
| 211-218 | SKY  | Sky Procycling         |
| 221-228 | STB  | Saxo Bank              |
| 231-238 | UNA  | Utensilnord-Named      |
| 241-248 | VCD  | Vacansoleil-DCM        |

## Ordine d'arrivo (Top 10)
| Pos. | Corridore          | Squadra        | Tempo    |
| ---- | ------------------ | -------------- | -------- |
| 1    | Joaquim Rodríguez  | Katusha        | 6h36'27" |
| 2    | Samuel Sánchez     | Euskaltel      | a 9"     |
| 3    | Rigoberto Urán     | Sky Procycling | s.t.     |
| 4    | Mauro Santambrogio | BMC Racing     | s.t.     |
| 5    | Sergio Henao       | Sky Procycling | s.t.     |
| 6    | Ryder Hesjedal     | Garmin-Sharp   | s.t.     |
| 7    | Bauke Mollema      | Rabobank       | s.t.     |
| 8    | Oliver Zaugg       | RadioShack     | s.t.     |
| 9    | Alberto Contador   | Saxo Bank      | s.t.     |
| 10   | Fredrik Kessiakoff | Astana         | s.t.     |